# Армія США «Японія»
Армія США «Японія» (англ. United States Army, Japan), або Японська армія США (USARJ) — орган військового управління, одне з головних командувань сухопутних військ США, яке безпосереднє керує всіма формуваннями, що базуються на території Японії й забезпечують діяльність наземного компонента американських збройних сил в Японії, а також підтримують у бойовій готовності чинні портові споруди, логістичну мережу на островах Хонсю та в Окінаві. USARJ разом із сухопутними силами самооборони Японії бере активну участь у двосторонніх навчаннях і розробці двосторонніх планів оборони Японських островів. Командування армії керує й підтримує підрозділи та зміцнює довіру до стримуючих сил у Тихому океані шляхом підтримки оборонних об'єктів, військових резервів та операційних запасів. Штаб-квартира армії США «Японія» перебуває на американській військовій базі у Кемп Зама.
Як Командування сухопутного компонента Збройних сил США в Японії (USFJ) і підпорядковане головному командуванню Тихоокеанської армії США (USARPAC), армія США «Японія» (USARJ)/I армійський корпус (передового розгортання) відповідає за забезпечення виконання умов статей V (Оборона Японії) та VI (забезпечення регіональної стабільності) Договору про взаємне співробітництво та гарантії безпеки між США та Японією. USARJ служить передовим штабом армії; підтримує регіональну співпрацю у сфері безпеки із сухопутними військами самооборони Японії, сприяє безпеці Японії та підтриманню миру та безпеки на Далекому Сході; забезпечує поширення передового досвіду тощо.
Японська армія США було заснована 1 липня 1957 року як підлегле командування Тихоокеанській армії США (USARPAC) на Гаваях. Знову реорганізоване 1 вересня 1968 року, USARJ використовувало нову структуру, щоб максимізувати операційну ефективність, зберігаючи існуючі місії та функції.
Повернення Окінави під контроль Японії 15 травня 1972 року призвело до перегрупування Тихоокеанського командування армії із штабом USARJ, до складу якої увійшли формування американської армії, що базувалися на Окінаві. IX корпус був переведений з Окінави та згодом був трансформований у штаб USARJ/IX корпусу.
1 липня 1974 року внаслідок реорганізації USARJ створили три підпорядкованих структури: гарнізон армії США на Хонсю (USAGH); гарнізон армії США на Окінаві (USAGO); та регіональне відділення Медичного департаменту армії США — Японія (MEDDAC-JAPAN). Після припинення діяльності USARPAC 1 січня 1975 року USARJ призначили головним армійським командуванням, яке підпорядковувалося безпосередньо Департаменту армії.

## Склад армії «Японія»

### Організаційно-штатна структура USARJ
- штаб армії США «Японія» (Кемп-Зама)
  - 1-й армійський корпус (Об'єднана військова база Льюїс-Маккорд)
  - гарнізон армії США в Японії (Кемп-Зама)
  - гарнізон армії США на Окінаві (Торіі Стейшн)
    - 1-й батальйон 1-ої групи ССО армії

  - регіональне відділення Медичного департаменту армії США — Японія